# Ariane (Apfel)

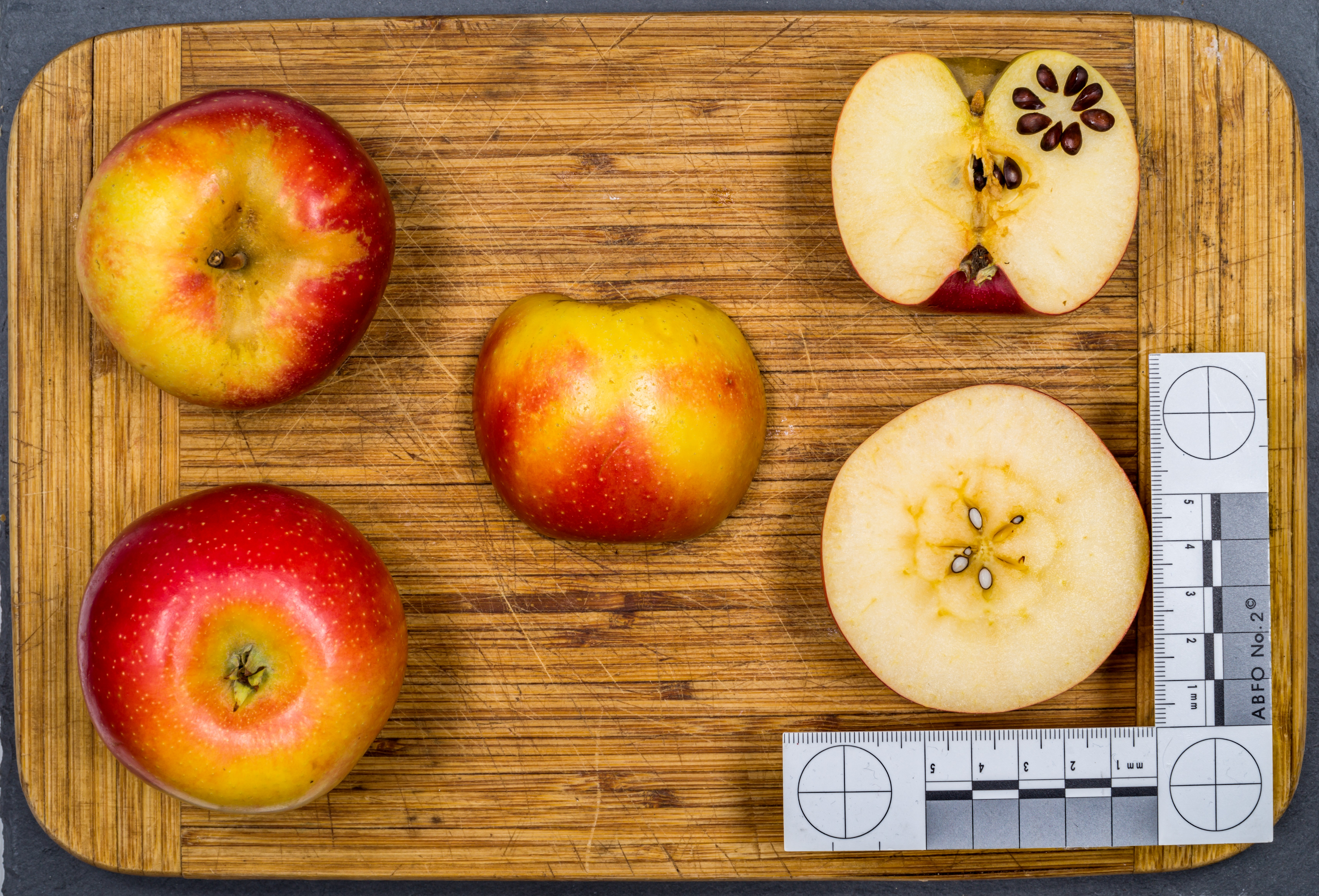
Ansicht der Frucht und Querschnitt

Ariane ist eine Apfelsorte, die als Clubsorte vermarktet wird.
Die Sorte entstand 1979 am Nationalen Institut für Agronomieforschung in Frankreich. Es handelt sich um eine Kreuzung von (Florina × Prima) mit einem Sämling eines Golden Delicious. Seit 2002 wird sie in der Sortenliste geführt.
Ariane ist resistent gegenüber Apfelschorf.
Ariane zeichnet sich neben ihrer langen Lagerfähigkeit im Kühllager auch durch ein langes Shelf-life aus.
Die Früchte sind etwa Ende September bis Anfang Oktober erntereif.
Das cremefarbene Fruchtfleisch ist saftig und fest. Die Grundfarbe der Schale ist grünlich-gelb, die Deckfarbe dagegen ist violett-rot. Der Geschmack ist aromatisch und leicht säurebetont.
Die Sorte wird insbesondere im Loire-Tal, im Südwesten Frankreichs und im Rhone-Mittelmeerbecken erzeugt.